# زينب عبد العزيز
زينب عبد العزيز (19 يناير 1935 -) هي كاتبة وأستاذة جامعية مصرية.

## حياتها
زينب مصطفى عبد العزيز مواليد الإسكندرية مصر 19 يناير 1935، وصاحبة أحدث ترجمة بالفرنسية لمعاني القرآن. قامت كل من جامعة المنوفية  وجامعة الزقازيق على التوالى، بترشيحها  لنيل  جائزة الملك فيصل في  مجال علوم خدمة الإسلام لعام 2000 و2003.

## مسيرتها
1963-1974 * مترجمة بمركز تسجيل الآثار المصرية - وزارة الثقافة
1974 * مدرس الحضارة وتاريخ الفن،
1980 * أستاذ مساعد الحضارة وتاريخ الفن،
1985 * أستاذ الحضارة وتاريخ الفن، وجميعها بكلية الدراسات الإنسانية جامعة الأزهر
1988 * مشرف على قسم اللغة الفرنسية كلية اللغات والترجمة (بنين) جامعة الأزهر
1992 * رئيس قسم فرنسي، كلية آداب جامعة المنوفية
1995 * أستاذ متفرغ

## مؤلفاتها[2]
- «محاصرة وإبادة.. موقف الغرب من الإسلام»   المؤسسة الجامعية – بيروت 1993، دار القدس بالقاهرة 2001، ودار الكتاب العربى بالقاهرة 2003.
- «ترجمات القرآن إلى أين، وجهان لجاك بيرك»  دار الهدى 1994 طبعتان، دار النهار 2001، ومكتبة  وهبة 2005
- «الفاتيكان والإسلام»  دار القدس 1993  و2001 ، ودار الكتاب العربى 2004
- «تنصير العالم» دار الوفاء 1995، ودار الكتاب العربى 2004
- «رسالة مفتوحة للملك فهد»  دار القدس 1995
- «التعايش السلمى بين المسلمين وغير المسلمين»   دار الهداية 1995
- " مقالات من رنيه جينو (الشيخ عبد الواحد يحي)  دار الأنصار 1997
- «هدم الإسلام بالمصطلحات المستوردة، الأصولية والحداثة»  دار الأنصار 1996، ودار الكتاب العربى 2003 .
- «حملة المنافقين الفرنسيس»   دار النهار  1998، ومكتبة وهبة 2005
- «تيسير متن أبى شجاع»  دار النهار 2000، ودار السلام 2005
- «حائط البراق»  دار الحرمين  2001  ، ودار الكتاب العربى 2004
- «ترجمة معانى القرآن الكريم» (بالفرنسية)  صادر عن  جمعية  الدعوة  الإسلامية  العالمية   في  ليبيا 2002، وعن جمعية تبليغ الإسلام بالإسكندرية 2009، وهي أول ترجمة في التاريخ تصدر عن باحثة مصرية  مسلمة
- «تعريف بالإسلام وبالقرآن»  (بالفرنسية)  دار قرطبة  باريس 2003
- «تعريف بالجهاد وبالإرهاب»  (بالفرنسية)  دار قرطبة  باريس  2003
- «حرب صليبية بكل المقاييس»  دار الكتاب العربى  2003
- «الإلحاد وأسبابه، الصفحة السوداء للكنيسة»   دار الكتاب العربى  2004
- «رسائل روحية، رؤية نقدية لتأليه السيد المسيح»  مكتبة وهبة 2005
- «المساومة الكبرى، من مخطوطات قمران إلى مجمع الفاتيكان الثانى» دار الشرق، قطر 2006
- ترجمة إلى العربية «الإسلام وحضارته» لأندريه ميكيل، المكتبة العصرية بيروت 1981
- ترجمة إلى العربية «الإسلام الراديكالى»  لإتيين برونو، دار الزنابيلى  مالطة
- ترجمة إلى العربية «التعسف في استخدام الحق»  رسالة دكتوراه في القانون الإسلامى بالفرنسية لمحمود فتحى، المؤسسة الجامعية بيروت
- ترجمة إلى العربية «هيجيل والمسيحية»  للأب جاستون فيسار  دار الزنابيلى
- ترجمة إلى العربية «الريح»  رواية كلود سيمون، جائزة نوبل، دار الهلال   1986
- «يوميات فنان» دار المعارف  1971
- «فولتير رومانسيا»  (بالفرنسية)  الهيئة المصرية العامة للكتاب  1980
- «لعبة الفن الحديث»  (بالفرنسية)  دار نشر إيبيس 1984
- «لعبة الفن الحديث، بين الصهيونية وأمريكا»  دار الزهراء 1990 والأنجلو المصرية  2002
- «النزعة الإنسانية عند فان جوخ»  الهيئة المصرية العامة للكتاب 1993

## النشاط الفنى[2]
- بدأت دراسة الفن  منذ سن العاشرة مع الفنان لطفى الطنبولى
- تلتزم بأسلوب التعبيرية التأثيرية لتعبّر عن الطبيعة والتراث
- تساهم في الحركة الفنية التشكيلية في مصر والخارج منذ عام 1955
- أقامت خمسون معرضا فرديا في مصر والخارج  من 1955 إلى  2005
- تساهم في المعارض الجماعية في مصر والخارج  منذ  1955
- حصلت على منحة تفرغ من وزارة  الثقافة لتصوير النوبة وأسوان عامى 1971 و1972
- اسمها مدرج في الموسوعات العالمية التالية  كأستاذة جامعية وباحثة، وكفنانة تشكيلية:         Rifacimento International               International Leaders of Achievements           Five Thousand Personalities of the World              World Biographical Hall of Fame, vol. III, 1990

## وصلات خارجية
- زينب عبد العزيز على موقع أرشيف الشارخ.
- السيرة الذاتية
- د. زينب عبد العزيز وحوار حول ترجمات القرآن، إسلام ويب، 8 سبتمبر 2002
- صاحبة أول ترجمة لمعاني القران الكريم للغة الفرنسية الدكتورة زينب عبد العزيز «للشروق أون لاين»: تلقيت ثلاثة تهديدات بالقتل بسبب فضح حملات التنصير ومخططات الفاتيكان، الشروق أون لاين، 30 مايو 2009